# Municipio Othón P. Blanco
Koordinaten: 18° 30′ N, 88° 20′ W
Othón P. Blanco ist ein Municipio im mexikanischen Bundesstaat Quintana Roo. Der Sitz der Gemeinde, sowie dessen größter Ort, ist Chetumal. 2011 wurde der Norden Othón P. Blancos abgespalten und das neue Municipio Bacalar gebildet. Die Gemeinde hatte im Jahr 2020 233.648 Einwohner und eine Fläche von 9910 km².

## Geographie
Das Municipio grenzt im Norden ans Municipio Bacalar, im Osten an die Karibik, im Süden an Belize und im Westen an den Bundesstaat Campeche.

## Persönlichkeiten
- Viridiana Salazar (* 1998), Fußballspielerin